# Кинмонт Вилли
«Кинмонт Вилли» (англ. Kinmont Willie; Child 186, Roud 4013) — шотландская баллада, входящая в число повествований о конфликтах на англо-шотландской границе и рассказывающая о реальной исторической личности. Это — Кинмонт Вилли Армстронг (англ. Kinmont Willie Armstrong), национальный герой Шотландии из знаменитого клана Армстронг, защитник родных рубежей. Вилли владел башней Сарк, построенной его отцом Александром Армстронгом у самой английской границы. Баллада о Кинмонте Вилли известна в единственном варианте, который впервые в своём сборнике «Песни шотландской границы» опубликовал в 1802 году сэр Вальтер Скотт, при этом отметив, что ему пришлось её существенно отредактировать. Поскольку баллада не была зафиксирована ни одним из прежних собирателей фольклора, многие полагают, что её авторство целиком принадлежит Вальтеру Скотту. К тому же, в исторических хрониках, которые романист приводит в комментарии к балладе, действуют его тёзки: Вальтер Скотт оф Голдулэнд и Вальтер Скотт оф Хардинг.
На русский язык балладу в сокращённом варианте перевёл Игнатий Михайлович Ивановский.

## Сюжет
17 марта 1596 года. Между Шотландией и Англией царит перемирие. Но на шотландской границе англичане, во главе с офицером Шекелдом, захватывают в плен Вилли Кинмонта и заточают его в замок Карлайл (англ. Carlisle Castle). Вилли возмущён неправомерностью поступка, но английский командующий, лорд Томас Скруп, не намерен его отпускать. Тогда пленник, не теряя присутствия духа, обращается к лорду с язвительной угрозой:

Хоть ты, лорд Скруп, отменно скуп, 

Но страх томит тебя пустой: 
 
Куда бы я ни попадал, 
 
Везде платил я за постой! 

Вскоре об английском вероломстве узнаёт барон Вальтер Скотт оф Боклю (англ. Walter Scott of Buccleuch), прозванный «Хранителем Рубежа». Боклю приходит в ярость и решается освободить Вилли. Чтоб не нарушить хрупкий мир, барон тайно ведёт к замку свой отряд. Когда они пересекают рубеж, на пути им встречается Шекелд, который разгадывает их замысел, но его тут же пронзает копьё «верзилы Дика». Шотландцы тайно проникают в замок, обезвреживая, но не убивая стражу, и освобождают своего соратника. На обратном пути отряды англичан настигают их и прижимают к обрывистому речному берегу. Боклю на лошади кидается в быстрый поток, а за ним и все его люди. Они успешно преодолевают реку, а Скруп в изумлении упоминает дьявольские силы, которые, должно быть, помогли шотландцам.
Описанное в балладе событие в действительности имело место в 1596 году. В нарушение перемирия между Яковом VI Шотландским и Елизаветой I Английской Томас Скруп, 10-й барон Скруп из Болтона захватил в плен шотландца по имени Вильям Кинмонт Армстронг. Вальтер Скотт, 5-й барон Боклю (позже 1-й лорд Скотт оф Боклю) потребовал освободить Армстронга, но англичане тянули время, не отпуская пленника. Тогда 13 апреля 1596 года Боклю провёл рейд, в ходе которого его отряд проник в замок Карлайл и вызволил Армстронга. В военной экспедиции приняли участие четыре сына Кинмонта Вилли.

## Продолжение сюжета
Смелое освобождение Кинмонта Вилли Армстронга вылились в серьёзный дипломатический инцидент, для разрешения которого была собрана специальная англо-шотландская комиссия. Елизавета Тюдор гневно потребовала от Якова VI выдачи «дерзкого Боклю» — что и было исполнено шотландским королём. Ибо вся внешняя политика Якова VI была подчинена перспективам приобретения английского престола. Однако, Боклю не понёс в Англии никакого наказания: на это Елизавета не решилась...
В 1600 г. Вильям Кинмонт Армстронг, действительно, «заплатил за постой»: во главе отряда в 140 всадников, он атаковал деревню Скотби (англ. Scotby, восточное предместье замка Карлайл), захватил пленных и много скота. В 1602 г. он опустошил южные предместья Карлайла. В этот последний набег отца сопровождали все четверо его сыновей.
24 марта 1603 г. скончалась Елизавета Тюдор, объявившая своим наследником Якова VI, давнего врага Армстронгов. Теперь его власть простиралась по обе стороны англо-шотландской границы. По этому поводу Яков отчеканил новые монеты. И на шотландском юнайте, и на английском лореле красовался его самонадеянный девиз: «Я сделаю их единым народом». Армстронги и другие патриотичные кланы заволновались. Они почуяли ползучую угрозу. Королю Якову удалось поссорить, столкнуть лбами два самых могущественных клана Порубежья — Скоттов и Армстронгов. И прежняя дружба Кинмонта и Боклю была забыта.
В 1610 году, по приказу Якова VI, многие полководцы Армстронгов были казнены. Около того же времени (в отрезок между 1608 и 1611 годами) ушёл из жизни Кинмонт Вилли Армстронг. Легенда утверждает, что он скончался в своей постели. И отнюдь не исключено, что эта смерть избавила героя от казни. 
В музее шотландского города Аннан хранится меч Кинмонта Вилли.